# Gabriel Orué Achinelli
Gabriel Orué Achinelli (Pirayú, 18 de marzo de 1950-Asunción, 16 de octubre de 2007) fue el primer Director y Fundador del Instituto de Formación Docente (IFD) de la Ciudad de Caaguazú. Fue Director de Institutos de Formación Docente en el Ministerio de Educación y Culto (MEC), hoy Ministerio de Educación y Ciencias.
Participó de las corrientes políticas, en el Movimiento Paraguay Posible

## Biografía
Hijo de Filomena Achinelli y Aniano Orué, nació en la ciudad de Pirayú el 18 de marzo de 1950, es el mayor de tres hermanos junto a Pascual y Oscar. Casado con doña Sixta Rotela Velázquez con quien tuvo tres hijos, Liliana Elizabeth, Raúl y Gabriela María. 
Docente de vocación, al igual que su madre Filomena quien también fue docente y enseñaba en la Escuela José Eduvigis Díaz de Pirayú, donde más tarde él sería Docente y Director de la Institución.

## Galardones
- 2006: realizado en el Aula Magna "Augusto Roa Bastos" de la Universidad Iberoamericana (UNIBE), contó con la presencia de estudiantes de formación docente de la mencionada localidad, así como de directivos de la casa de altos estudios de la capital.[7]

## Homenajes
- 2022: En el día del maestro el 30 de abril, en la ciudad de Caaguazú se realizó la habilitación de dos avenidas con nuevas nomenclaturas, 30 de Abril y Gabriel Orué Achinelli respectivamente, homenaje realizado por la municipalidad de Caaguazú[9]